# 劇団民藝
劇団民藝（げきだんみんげい）は、神奈川県川崎市麻生区に本拠を置く新劇団のひとつ。「株式会社劇団民藝」が運営している。日本芸能マネージメント事業者協会会員。

## 概要
東京芸術劇場（1945年12月14日結成、1947年3月に分裂）にいた滝沢修が中心となって1947年7月28日、東京芸術劇場の脱退メンバーの森雅之らと新協劇団にいた宇野重吉が参加して結成された民衆芸術劇場（第一次民藝ともいう）を前身とする。
この第一次民藝は、1949年7月に解散。解散理由は共産党の介入と、劇団幹部が資金稼ぎの映画出演を行い現場を離れがちであったこととされている。1950年、宇野重吉、滝沢修、北林谷栄らによって改めて劇団民藝が創立。特に宇野は終世劇団の顔として牽引役を果たした。1951年の「炎の人ヴァン・ゴッホの生涯」では、女優が背中を見せるなど熱演した。
1959年に法人化し、株式会社劇団民藝による運営形態となった。
宇野重吉、滝沢修の死後は大滝秀治と奈良岡朋子が劇団共同代表を務め、法人の代表を大滝、取締役を奈良岡が担った。大滝の没後は奈良岡朋子が劇団と法人の代表を務めた。
2023年3月23日に劇団の代表・奈良岡朋子が93歳で死去する。
2023年7月現在の法人役員は、丹野郁弓・白川浩司が代表取締役。

## 歩み

### 民衆芸術劇場（第一次民藝）
- 1947年7月28日、滝沢修、宇野重吉らが民衆芸術劇場として結成。
- 1948年1月、民衆芸術劇場第1回公演「破戒」（島崎藤村原作、村山知義脚色）を有楽座で上演。
- 1948年 8月、山田時子作「女子寮記」（三越劇場）。
- 1949年4月、木下順二作「山脈」（三越劇場）。
- 1949年7月12日、解散。

### 劇団民藝（第二次）
1950年12月22日、劇団民藝として創立された。第1回公演はチェーホフの『かもめ（岡倉士朗演出）』。翌1951年には『炎の人-ゴッホ小伝（三好十郎作）』が上演された。
その後、久保栄、木下順二らの創作劇からアーサー・ミラーの『セールスマンの死』、F＆Aハケット『アンネの日記』、サルトルの『汚れた手』などの翻訳劇まで数多くの作品を上演し、新劇界の中心的役割を果たす劇団として多くの人々に親しまれている。日活が1954年に映画製作を再開した際、五社協定により他社の映画俳優を一切使えなかったため民藝と提携。一般作品の制作を断念する1971年まで多くの俳優が日活映画に出演している。1960年代には樫山文枝、日色ともゑらがNHK朝の連続テレビ小説で人気となった。米倉斉加年、高田敏江、吉行和子らも過去に所属していたことがある。
1971年には内部で対立が起こり、佐野浅夫・佐々木すみ江・下條正巳・鈴木瑞穂らが退団。
2005年から2006年には、奈良岡朋子が無名塾の仲代達矢との共演で、『ドライビング・ミス・デイジー』を上演している。
2020年1月に篠田三郎が青山事務所所属となった。
2023年3月、劇団代表の奈良岡朋子が死去。

## 主な劇団員
- 樫山文枝
- 日色ともゑ
- 岩下浩
- 高橋征郎
- 塩屋洋子
- 別府康子
- 桜井明美
- 白石珠江
- 中地美佐子
- 境賢一
- 佐々木梅治
- 横島亘
- 内藤安彦
- 田畑ゆり
- 水谷貞雄
- 稲垣隆史
- 内田潤一郎
- みやざこ夏穂
- 神敏将
- 吉田陽子
- 藤巻るも
- 小嶋佳代子
- 加來梨夏子
- 石川桃

青山事務所
- 篠田三郎

### 過去に所属していた俳優
- 宇野重吉（創立メンバー）
- 大滝秀治（創立メンバー、在籍中に死去）
- 加藤嘉（創立メンバー）
- 佐野浅夫（創立メンバー）
- 清水将夫（創立メンバー）
- 庄司永建（創立メンバー）
- 滝沢修（創立メンバー）
- 多々良純（創立メンバー）
- 内藤武敏（創立メンバー）
- 山内明（創立メンバー）
- 北林谷栄（創立メンバー）
- 佐々木すみ江（創立メンバー）
- 奈良岡朋子（創立メンバー、在籍中に死去）
- 米倉斉加年
- 高田敏江
- 吉行和子
- 中尾彬
- 新田昌玄
- 森雅之（前身だけ在籍した）
- 望月優子
- 細川ちか子
- 小夜福子
- 芦田伸介
- 大森義夫
- 嵯峨善兵
- 下條正巳
- 下元勉
- 信欣三
- 赤木蘭子
- 大町文夫
- 伊達信
- 鶴丸睦彦
- 鈴木瑞穂
- 松下達夫
- 富田浩太郎
- 垂水悟郎
- 三崎千恵子
- 有馬稲子
- 加地健太郎
- 草薙幸二郎
- 斎藤美和
- 春日俊二
- 長浜藤夫
- 長浜忠夫
- 岡村春彦
- 真野響子
- 南風洋子
- 山田康雄（テアトル・エコーに移籍後、死去）
- 綿引勝彦
- 麦人[5]
- 鈴木林蔵
- 石井敏郎
- 瀬戸口夏
- 水原英子
- 津田京子
- 里居正美
- 三浦威
- 山根久幸
- いっこく堂
- 福島資剛
- 花村さやか
- 鈴木智 (俳優)
- 梅野泰靖（在籍中に死去）
- 林摩理子
- 館敬介
- 庄司まり
- 村上冬樹（第一次民藝に在籍）
- 伊藤孝雄（在籍中に死去）